# Wormleysburg, Pennsylvania
Wormleysburg, Pennsylvania (енгл. Wormleysburg) град је у америчкој савезној држави Пенсилванија.

## Демографија
По попису из 2010. године број становника је 3.070, што је 463 (17,8%) становника више него 2000. године.
| Група             | 2000.         | 2010.         |
| Белци             | 2.381 (91,3%) | 2.358 (76,8%) |
| Афроамериканци    | 34 (1,3%)     | 142 (4,6%)    |
| Азијати           | 110 (4,2%)    | 388 (12,6%)   |
| Хиспаноамериканци | 35 (1,3%)     | 114 (3,7%)    |
| Укупно            | 2.607         | 3.070         |